# David Lee Roth
David Lee Roth (Bloomington, Indiana, 10 de octubre de 1954) es un cantante estadounidense de hard rock. Es conocido por haber sido el vocalista original de la banda de rock estadounidense Van Halen, primero de 1974 a 1985 y, décadas después, desde 2007 hasta la disolución del grupo en 2020 a causa del fallecimiento de su guitarrista, Eddie Van Halen. Entretanto, se lanzó a una carrera en solitario que si bien cosechó bastantes éxitos en la década de los 80, no le valió la misma fama y atención que sus años en Van Halen. Es conocido también por los pseudónimos "Diamond Dave" y "El Roth".
Figura en el puesto número 19 en el listado de los 100 mejores vocalistas del metal de todos los tiempos. En una época en la que los grupos de hard rock y metal buscaban incorporar, sobre todo, tesituras altas de tenor, él se destacó en una de las bandas más influyentes con su voz de barítono mezclada con añadidos en falsete rasgado y voz tiple, e impresionantes gritos difónicos.
Además de músico, es Técnico en Emergencias Sanitarias, profesión que ha ejercido en la ciudad de Nueva York en paralelo a su trayectoria artística. Practica asimismo diversas artes marciales, habiendo obtenido cinturones en varias de ellas.

## Biografía

### Primeros años
Roth nació en Bloomington, Indiana. Es hijo de Sibyl Roth y Nathan Roth, y hermano de Allison y Lisa Roth. Después de vivir en Bloomington y en Swampscott, Massachusetts, su familia se mudó a Pasadena, California cuando David era apenas un adolescente. Ingresó en el Colegio Pasadena, donde conoció a los hermanos Eddie y Alex Van Halen, músicos aficionados de procedencia holandesa.

### Van Halen
Inicialmente David le alquilaba el equipo de sonido a los hermanos Van Halen. Se rumorea que para ahorrarse el dinero, invitaron a Roth al grupo y así, junto con Michael Anthony, formaron el grupo Mamooth. Tras los problemas relacionados con este nombre, el mismo Roth sugiere tomar el apellido de los hermanos holandeses y así nace Van Halen.

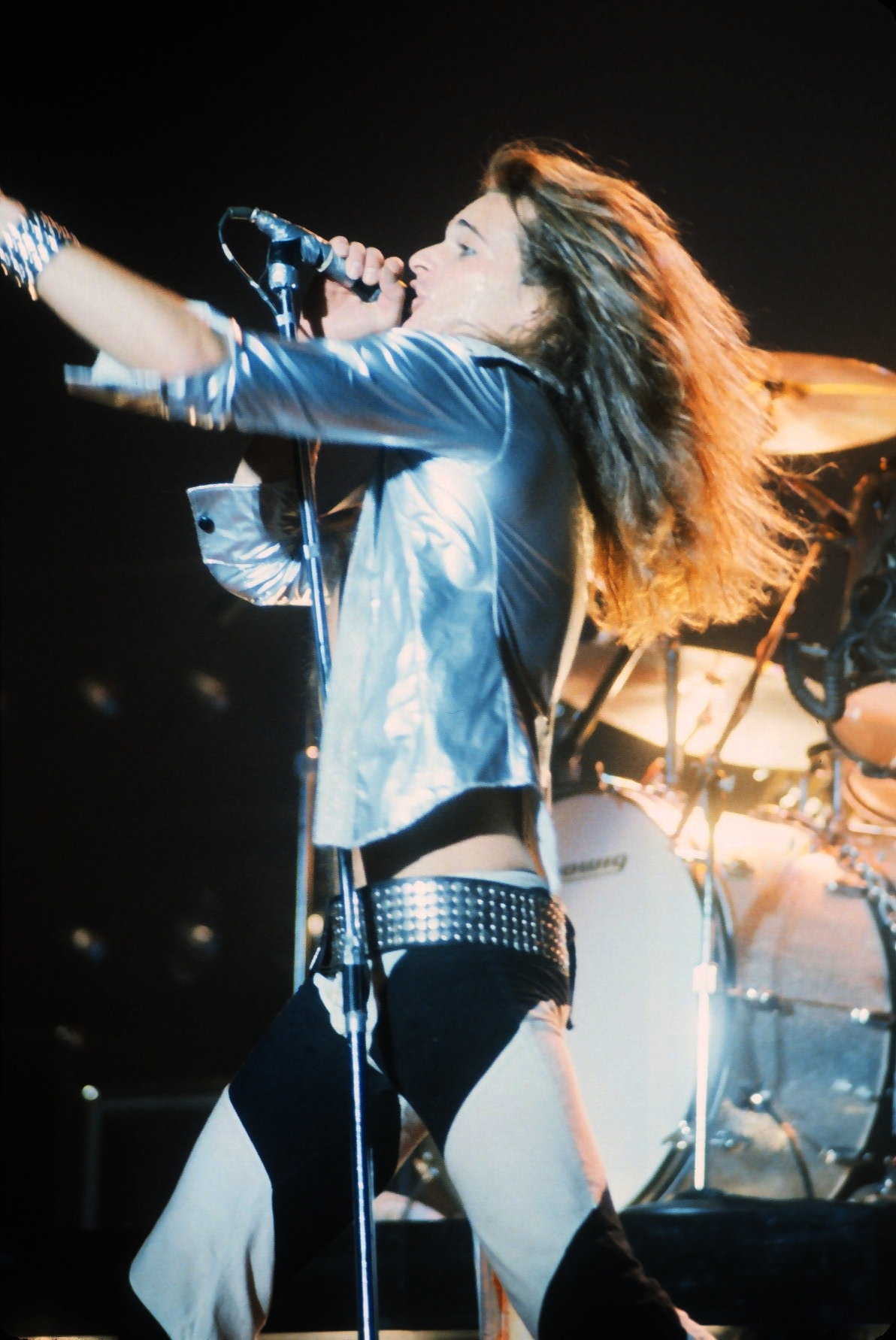
David Lee Roth con Van Halen en 1978.

Gene Simmons, bajista y vocalista de la banda Kiss descubrió al cuarteto e intentó financiarlos. Le compró a David Lee Roth sus primeros pantalones de cuero para ganarse a la banda. Pero Gene Simmons en ese momento no pudo aportar suficiente dinero como para ficharles y solo consiguió lanzarles al éxito financiándoles su primera maqueta, que luego llegó a manos de la discográfica Warner Bros, y de ahí al estrellato.
Después del éxito alcanzado por el grupo a nivel mundial y tras publicar seis discos, las claras diferencias musicales entre Roth y los hermanos Van Halen se hacen evidentes tras la publicación del exitoso álbum 1984.

### Carrera en solitario
Dave lanza el EP Crazy from the Heat en 1985 bajo su propio nombre de artista mientras sigue siendo miembro de Van Halen, y tras comprobar su éxito es entonces cuando decide abandonar dicha agrupación. El cantante y guitarrista Sammy Hagar (Montrose) ocuparía la vacante de vocalista en Van Halen.
En 1986 publica su primer larga duración, titulado Eat 'Em and Smile, junto a los músicos Steve Vai, Billy Sheehan y Gregg Bissonette. El álbum fue todo un éxito de ventas, especialmente por las canciones "Yankee Rose" y "Tobacco Road". El bajista Billy Sheehan tuvo la idea de lanzar una versión en español del álbum, luego de haber leído un artículo en una revista que aseguraba que la mitad de la población de México se encontraba en un rango de edades entre 18 y 27 años, por lo que habría una gran oportunidad de acceder a ese mercado. La idea se llevó a cabo y fue titulada Sonrisa Salvaje. La única diferencia entre ambos discos fue la voz de Roth (quien requirió los servicios de un tutor español) pues la instrumentación en ambos fue la misma.
Mientras tanto Sammy Hagar pasa a ser el nuevo vocalista de Van Halen, y los fanes se vieron divididos entre el nuevo sonido del grupo, con más teclados y seriedad en las composiciones que en la época anterior, y el sonido de David Lee Roth, que, junto a Steve Vai y el posterior Jason Becker recordaban más a los Van Halen anteriores.
Sin embargo, el éxito de Roth comenzó a decaer con el disco Skyscraper de 1988, pues incluía demasiados teclados y a muchos de los fanáticos del rock duro no acabó de convencer. El disco tuvo poco éxito pese al sencillo "Just Like Paradise" y la banda se desintegró dejando sólo a Dave.
Roth contrata al mencionado guitarrista Jason Becker para reemplazar a Steve Vai y graba su tercer álbum de estudio, A Little Ain't Enough. El disco fue producido por Bob Rock (reconocido por su trabajo con Metallica y Motley Crue). Antes de iniciar la gira promocional del álbum, Becker fue diagnosticado con la enfermedad de Lou Gehrig, lo que le impedía realizar presentaciones en vivo. El guitarrista Joe Holmes fue su reemplazante. Luego, en 1991, la popularidad del grunge y de bandas como Alice in Chains, Nirvana y Pearl Jam debilitó aún más la carrera del vocalista.
En marzo de 1994 publica el disco Your Filthy Little Mouth, producido por Nile Rodgers, álbum que no pudo siquiera acercarse al éxito conseguido por su primer larga duración. En 1997 lanza el álbum DLR Band, con el guitarrista John 5 y el baterista Ray Luzier.
En 2003 publica su último trabajo en solitario hasta la fecha titulado Diamond Dave. En 2006, Roth colaboró en dos canciones del álbum Strummin' with the Devil: The Southern Side of Van Halen, que contiene versiones de canciones de Van Halen en estilo bluegrass. El álbum escaló a la posición n.º 66 en la lista Billboard de música country en los Estados Unidos.

### Regreso a Van Halen

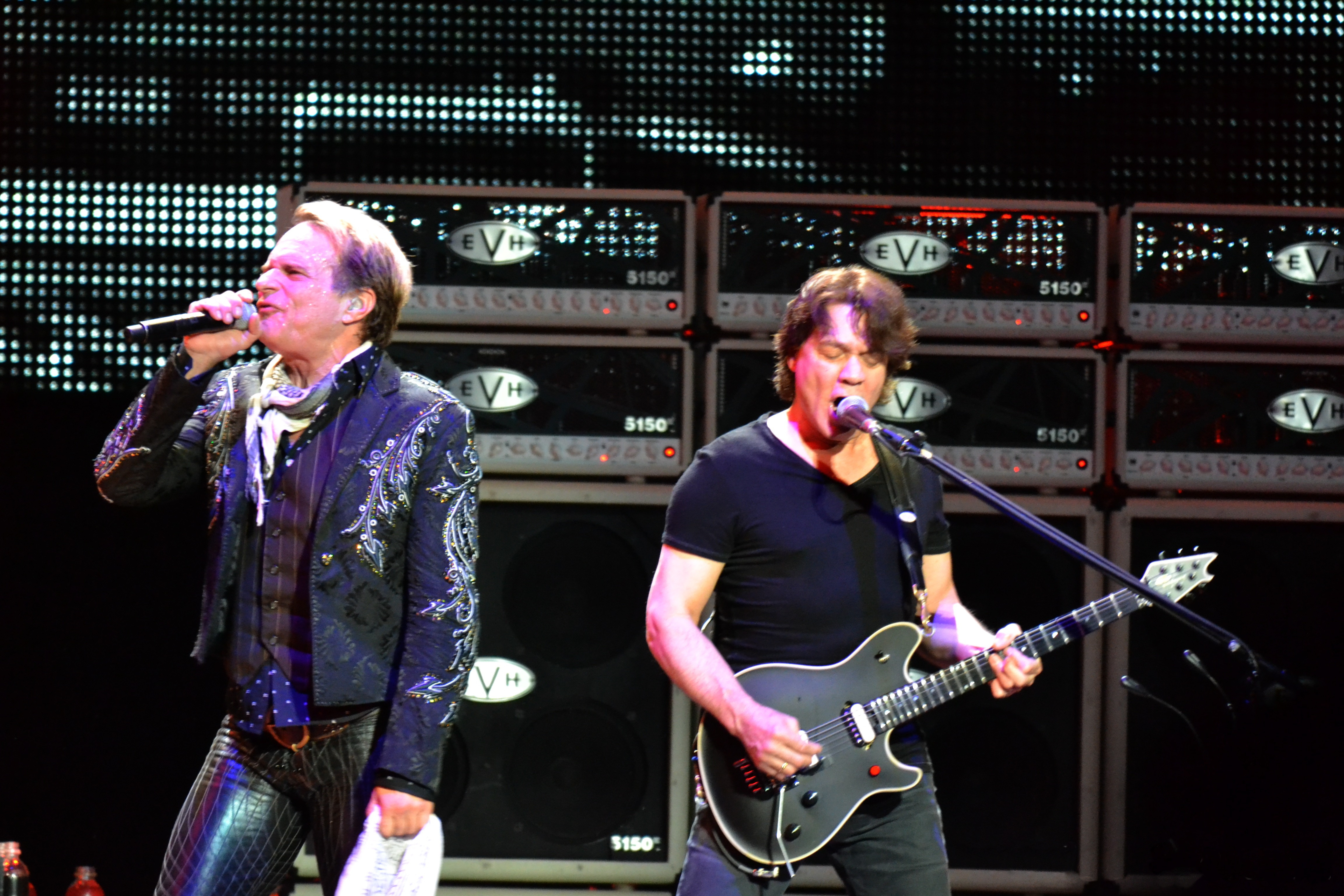
David Lee Roth junto a Eddie Van Halen en la gira de A Different Kind of Truth.

El 24 de enero de 2007 el sitio Billboard.com anunció que Roth retornaría a Van Halen para realizar algunas presentaciones en vivo. Dicho anuncio fue confirmado en la página oficial de la banda el 2 de febrero del mismo año y se tradujo en una gira entre los años 2007 y 2008. En diciembre de 2011, Van Halen anunció que otra gira con Roth se llevaría a cabo al año siguiente. Finalmente, un nuevo álbum, A Different Kind of Truth, salió al mercado el 7 de febrero de 2012, al que le siguió una gira soporte entre ese mismo año y 2013.
En marzo de 2015 se lanzó el álbum en vivo Tokyo Dome Live in Concert, el cual fue grabado durante la gira soporte de A Different Kind of Truth. Ese mismo mes la banda apareció en el programa televisivo Jimmy Kimmel Live!, anunciando una nueva gira por Norteamérica que se llevó a cabo ese mismo año. Desde entonces, hasta la muerte de Eddie Van Halen en octubre de 2020 la banda no volvió a tocar junta, en gran medida debido a los problemas de salud del mencionado guitarrista.

### Retiro
El viernes 1 de octubre de 2021, el cantante anunció que se retirará luego de una serie de shows que tiene pautados en el House Of Blues de Las Vegas, que terminán el 8 de enero de 2022.
"Estoy colgando los botines, me retiro. Este es el primer, y único anuncio oficial… Ya tienes la noticia. Compártela con el mundo. No voy a explicar la declaración. La explicación está resguardada. Estos son mis últimos cinco conciertos".

## Polémica con Van Halen
Durante la carrera en solitario de David Lee Roth se desarrolló una disputa con su antigua banda, Van Halen, que se vio reflejada en los títulos que ambas partes le darían a sus producciones discográficas:
- 1986 - Van Halen - 5150 (código de la policía para describir que un hombre loco anda suelto).
- 1986 - David Lee Roth - Eat 'Em and Smile (cómetelos y sonríe).
- 1988 - Van Halen - OU812 (traducido sonoramente como: Oh, tú también te comiste uno).
- 1988 - David Lee Roth - Skyscraper (Rascacielos. Podría hacer referencia al éxito alcanzado en contra de sus antiguos compañeros).
- 1991 - Van Halen - For Unlawful Carnal Knowledge (Sus iniciales forman la palabra FUCK).
- 1991 - David Lee Roth - A Little Ain't Enough (Un poco no es suficiente. ¿Una respuesta directa?).
- 1994 - David Lee Roth - Your Filthy Little Mouth (Tu sucia y pequeña boca).

## Estilo e influencias
De todos los músicos que integraban el cuarteto, Dave aportaba el componente más divertido y estrafalario, sobre todo en las actuaciones; pues si bien su trabajo en la grabación de los álbumes de estudio es elogiado, su punto fuerte siempre fueron los conciertos, en donde brillaba como un showman o maestro de ceremonias. En el mismo sentido, así como los hermanos Van Halen y Anthony (posteriormente Wolfgang) puede decirse que eran roqueros puros, Dave tomaba influencias de aquí y allá para construirse tanto la voz y el estilo, como un personaje en escena y de cara a los medios.
Así, su estilo y su técnica bebían sobre todo del Vodevil y la música afroamericana, pero también incorporaba influencias latinas y del country, así como, por supuesto, del rock duro más puro o tradicional. El resultado: Van Halen cobró fama por ser capaz de sacar adelante espectáculos variados, adaptados a una gran diversidad de públicos, y una puesta en escena arquetípica de la teatralidad del glam rock.
En cuanto a los aspectos más técnicos de su voz y estilo de canto, es naturalmente un barítono ligero que se destaca en los agudos, aunque también posee una rica variedad en los tonos más graves, tal y como pudo demostrar especialmente durante sus años en solitario. Los rasgos característicos de su canto eran una enorme facilidad para acceder al registro de falsete e, incluso, de silbido, pudiendo intercalarlos ágilmente con una voz mixta amplia y versátil. Podía de este modo, al menos durante sus primeros años de carrera (ya en los 90 dejó de utilizar esta técnica), producir un grito, inaudito hasta entonces en el mundo del rock, que combinaba la potencia y el rasgado de garganta típicos del heavy metal con una nasalidad y un vibrato únicos; todo ello en un solo alarido difónico que hizo creer al público, cuando salió su primer disco en 1978, que se trataba de una segunda guitarra más distorsionada.

## Músicos de David Lee Roth como solista

### Guitarristas
- Brian Young y Toshi Hiketa (2006)
- Toshi Hiketa (2003–2005)
- Brian Young (2002–2003)
- Bart Walsh (1999, 2001)
- Mike Hartman y John Lowery (1998)
- John 5 (1998 and 2012)
- Steve Hunter (1997)
- Terry Kilgore (1994)
- Terry Kilgore y Rocket Ritchotte (1993–1994)
- Joe Holmes y Steve Hunter (1991–1992)
- Jason Becker y Steve Hunter (1990–1991)
- Steve Vai (1985–1989)

### Bajistas
- Todd Jensen (1990–1991, 1999–2000, 2004–2006)
- James LoMenzo (2001–2004)
- B'urbon Bob (1998)
- John Regan (1994)
- James Hunting (1993–1994)
- Matt Bissonette (1988–1990)
- Billy Sheehan (1985–1988)

### Bateristas
- Jimmy DeGrasso (2006)
- Ray Luzier (1997–2000, 2001–2005)
- Ron Wikso (1993–1994)
- Larry Aberman (1994)
- Joseph Hudson (1993-1994, 1995-1997)
- Gregg Bissonette (1985–1992)

### Sintetistas
- Marcus Margand II (2000–2001)
- Patrick Howard I (1998–1999)
- Billy Thompson (1996–1998)
- Richard Hilton (1994–1995)
- Brett Tuggle (1988–1994, 1997)
- Jesse Harms (1986)

## Discografía

### Con Van Halen
- Van Halen (1978)
- Van Halen II (1979)
- Women and Children First (1980)
- Fair Warning (1981)
- Diver Down (1982)
- 1984 (1984)
- Best of Volume I álbum recopilatorio (1996)
- The Best of Both Worlds álbum recopilatorio (2004)
- A Different Kind of Truth  (2012)
- Tokyo Dome Live in Concert álbum en vivo (2015)

### Como solista
- Crazy from the Heat  (1985)
- Eat 'Em and Smile (1986)
- Sonrisa Salvaje (1986)
- Skyscraper (1988)
- A Little Ain't Enough (1990)
- Your Filthy Little Mouth (1994)
- The Best álbum recopilatorio (1997)
- DLR Band (1998)
- Diamond Dave (2003)
- Greatest Hits/The Deluxe Edition álbum recopilatorio (2013)